# Väderöarnas lotsutkik
Väderöarnas lotsutkik är ett lotsutkik som ligger på Storön på Väderöarna och har troligen funnits i någon form sedan 1700-talet. År 1754 inrättades en lotsplats på ön, och två av flottans på ön boende indelta båtsmän utnämndes till lotsar.
År 1854 byggdes ett nytt lotsutkik, som ersattes av en ny 1899. Det hade diskuterats om den nya utkiken skulle placeras på Sollidsberget norr om bebyggelsen istället för på Ramnöberget, då sikten är helt fri där, men detta alternativ förkastades. För att kunna få bättre utsikt byggdes 
år 1930 ett torn på utkiken, bestående av betongben med ett litet trähus ovanpå. Tornet nås med en brant trappa, som är ihopbyggd med utkikshuset. 
Lotsplatsen lades ner i slutet av 1966, varefter utkiken användes av försvaret som radarstation fram till 2006. Fortifikationsverket planerade att riva byggnaden, men en då bildad ideell förening, Väderöarnas lotsutkik övertog utkiken och restaurerade den.